# Spondylerpeton spinatum
Spondylerpeton spinatum è un tetrapode estinto, appartenente agli embolomeri. Visse nel Carbonifero superiore (circa 310 milioni di anni fa) e i suoi resti fossili sono stati ritrovati in Nordamerica.

## Descrizione
Questo animale è noto solo grazie a resti fossili molto incompleti, costituiti da una serie di vertebre caudali conservate in un nodulo ferroso. Dal raffronto di questi fossili con quelli di animali simili ma conosciuti in modo completo (come Archeria), si ipotizza che Spondylerpeton fosse un animale dal corpo piuttosto allungato e snello, con arti corti e una lunga coda appiattita lateralmente. Si suppone che Spondylerpeton potesse raggiungere il metro e mezzo di lunghezza, e doveva essere uno dei più grandi animali del suo ambiente. Era sicuramente un predatore che si muoveva nelle paludi ondeggiando il corpo e la lunga coda, nutrendosi di pesci e altri piccoli vertebrati.

## Classificazione
I fossili di Spondylerpeton vennero descritti per la prima volta da Roy Moodie nel 1912; furono ritrovati nel ben noto giacimento di fossili di Mazon Creek, in Illinois (USA), un sito famoso per la straordinaria conservazione di fossili di animali e piante del Carbonifero. Spondylerpeton era un rappresentante degli embolomeri, un gruppo di tetrapodi rettiliomorfi dalle abitudini acquatiche. In particolare, sembra che il più stretto parente di questo animale fosse Archeria, del Permiano inferiore degli Stati Uniti.